# Trực Đại
Trực Đại là xã thuộc huyện Trực Ninh, tỉnh Nam Định, Việt Nam.

## Địa giới hành chính
Xã Trực Đại nằm ở phía nam của huyện Trực Ninh.
- Phía đông giáp xã Hải Anh, huyện Hải Hậu.
- Phía đông bắc giáp xã Hải Minh, huyện Hải Hậu.
- Phía đông nam giáp xã Hải Đường, huyện Hải Hậu.
- Phía nam giáp xã Trực Thắng, huyện Trực Ninh.
- Phía tây giáp xã Trực Thái, Trực Cường, huyện Trực Ninh.
- Phía bắc giáp các xã Trực Mỹ, Trực Nội, Trực Thanh, huyện Trực Ninh.

Đây là địa phương có dự án Đường cao tốc Ninh Bình – Hải Phòng đi qua.

## Lịch sử hành chính
Vùng đất Trực Đại vào trước năm 1945 gồm các thôn Cát Thượng, Cát Hạ và Cát Trung. Từ năm 1946 thuộc xã Minh Đức, huyện Trực Ninh. Đến năm 1952, xã Minh Đức đổi thành xã Trực Đại. Năm 1956, xã Trực Đại chia tách thành các xã Trực Đại (mới), Trực Tiến và Trực Thắng.
Tháng 3 năm 1968, xã Trực Đại thuộc huyện Trực Ninh, tỉnh Nam Hà được sáp nhập vào huyện Hải Hậu, đồng thời huyện Trực Ninh và huyện Nam Trực sáp nhập thành huyện Nam Ninh.
Từ tháng 12 năm 1975, xã Trực Đại thuộc huyện Hải Hậu, tỉnh Hà Nam Ninh.
Từ tháng 12 năm 1976, xã Trực Tiến được sáp nhập vào Trực Đại.
Từ tháng 12 năm 1991, xã Trực Đại thuộc huyện Hải Hậu, tỉnh Nam Hà.
Từ tháng 11 năm 1996, xã Trực Đại thuộc huyện Hải Hậu, tỉnh Nam Định.
Tháng 2 năm 1997, xã Trực Đại được chuyển về huyện Trực Ninh mới tái lập.